# Evropský hokejový pohár 1972/1973
8. ročník hokejového turnaje European Cupu.Vítězem turnaje se stala CSKA Moskva.

## 1. kolo
- Klagenfurter AC (Rakousko) – SG Dynamo Weißwasser (NDR) 2:10, 3:9
- Düsseldorfer EG (NSR) – HC Chamonix (Francie) 11:5, 5:3
- HK Olimpija Lublaň (Jugoslávie) – CSKA Septemvrijsko zname Sofija (Bulharsko) 2:2, 5:5 (SN 3:1)
- Tilburg Trappers (Nizozemsko) – SG Cortina Doria (Itálie) 5:1, 6:3
- Hasle/Løren IL (Norsko) – KS Podhale Nowy Targ (Polsko) 2:5, 3:6
- Ferencvárosi TC Budapest (Maďarsko) – HC La Chaux-de-Fonds (Švýcarsko) La Chaux-de-Fonds odstoupil

## 2. kolo
- Tilburg Trappers – Düsseldorfer EG 3:7, 1:8
- KS Podhale Nowy Targ – SG Dynamo Weißwasser 4:3, 0:9
- HK Olimpija Lublaň – Ferencvárosi TC Budapest 3:0, 5:6
- Ilves Tampere (Finsko) – ASD Dukla Jihlava (Československo) Ilves Tampere odstoupil

## 3. kolo
- ASD Dukla Jihlava – SG Dynamo Weißwasser 2:4 (0:0,2:2,0:2) 15. prosince 1972
- SG Dynamo Weißwasser – ASD Dukla Jihlava 1:3 (0:2,0:1,1:0) SN 0:1, 17. prosince
- Düsseldorfer EG – HK Olimpija Lublaň 5:3, 3:2

## Semifinále
- Brynäs IF (SWE) – Düsseldorfer EG 7:3, 2:2
- CSKA Moskva – ASD Dukla Jihlava 6:0 (2:0,4:0,0:0) 4. října 1973
- ASD Dukla Jihlava – CSKA Moskva 1:3 (1:1,0:1,0:1) 6. října

## Finále
(20. listopadu 1973 a 20. srpna 1974)
- Brynäs IF – CSKA Moskva 2:6, 2:12